# كايكوس الشرق

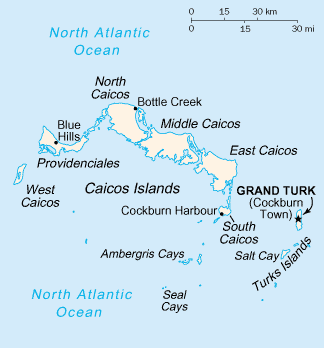

كَيكوس الشرق هي رابع أكبر جزيرة في جزر تركس وكَيكوس. إلى الغرب، وفصلها عن كَيكوس الأوسط من خلال لوريمر كريك، وهو ممر ضيق التي يمكن أن تستوعب قوارب صغيرة فقط. وإلى ناحية الجنوب يوجد جنوب كَيكوس.
الجغرافيا كَيكوس الشرق ينتمي إلى جنوب كَيكوس ومقاطعة كَيكوس الشرقية. تبلغ مساحتها 90.6 كم2 (35.0 ميل مربع) على سطح الماء، و 182.0 كم2 على الخط الساحلي. لا يتم احتساب الفرق بين القيمتين لطول مساحة الأرض. يغطي الجزيرة البرك والبحيرات والمستنقعات وغابات المانغروف ومأهولة من قبل طيور النحام والبط البري والحمام.
أعلى نقطة في جزر تركس وكَيكوس أرخبيل هي كَيكوس الشرق «تل فلامنغو» مع ارتفاع 156 قدم. وتمتد السافانا عبر الجانب الشمالي للجزيرة. يستضيف الشمال الغربي من الجزيرة نظام الكهف الذي تم استخدامه مرة واحدة كمنجم لخفافيش غوانو الطائر. وجود النقوش هناك هو دليل على كونها كانت مأهولة من قبل.

## التأريخ
على الرغم من ان الجزيرة كانت مأهولة بسكان هنود تاينو قبل 500 عاما، وكانت ذات مرة في القرن ال 19 منزلاً لمزارع سيزال وصناعة الماشية المزدهرة، ولكن الجزيرة الآن غير مأهولة بالسكان. لوحات الكهف، أنقاض بلدة جاكسونفيل والسكك الحديدية المهجورة هي الوحيدة من سكانها السابقين باقيين. في عام 2004 وجدت بعثة الآثار البحرية حطام سفينة قبالة الجزيرة. في عامي 1837 و 1841 على التوالي كل من زوارق تجار الولايات المتحدة أو (Enterprise) وزوارق تجار الرقيق الاسبانية غير القانونية أو (Trouvadore) قد غرقوا في هذا البحر. نجا مائة واثنان وتسعمائة من الرقيق في  Trouvadore  وقد تم بمساعدة المستعمرين البريطانيين إعادة توطين الأشخاص وتحريرهم في الغالب على جزيرة ترك الكبرى، مع أخذ 24 منهم ل (ناساو، جزر البهاما).

## وصلات خارجية
- نسخة محفوظة 27 سبتمبر 2007 على موقع واي باك مشين.| Turks and Caicos Islands Directory - East Caicos